# 요나고시
요나고시(일본어: 米子市)는 일본 돗토리현 서부에 있는 시이다. 시마네현과 접하고 산인 지방 중앙부에 위치한다.

## 개요
예로부터 상업 도시로 발전해 "산인의 오사카"로도 불리며 3개의 철도 노선, 요나고 자동차도, 산인 자동차도, 요나고 공항 등이 지나는 산인 지방의 교통 요충지이기도 하다. 또 돗토리 대학 의학부와 산인 방송(텔레비전·라디오 방송국)을 포함해 지식과 정보가 집약하는 산인의 거점 도시 중 하나이다. 덧붙여 산인 양현(돗토리현, 시마네현)을 총괄하는 기관은 요나고시나 마쓰에시에 두는 경우가 많다.
요나고시를 중심으로 산인 최대의 인구를 가지는 요나고 도시권이 형성되어 있다. 또 인접하는 마쓰에 도시권·이즈모 도시권과 함께 운파쿠 지방에 나카우미호·신지호 경제권이 형성되어 있다고 여겨지고 있다. 덧붙여 산인 최대의 온천지인 가이케 온천은 일본의 철인 3종 경기 발상지로도 유명하다.

## 지리
지형은 거의 평탄하고 남부는 다이센산 기슭으로 구릉지이다. 히노강이 요나고평야를 흐르고 북서부는 유미가하마반도이다. 유미가하마반도에서는 다이센산이 보인다.

## 인접하는 자치체
- 돗토리현
  - 사카이미나토시
  - 사이하쿠군 히에즈촌, 다이센정, 난부정, 호키정

- 시마네현
  - 야스기시

## 역사
일찍이 아마고씨의 본거지인 갓산토미타성(시마네현)의 요새이기도 했다. 1600년에 나카무라 가즈타다가 요나고성을 축성해 입성했다. 1609년에 나카무라 가즈타다가 급사하면서 나카무라씨는 단절되었고 이를 대신해 1610년에 가토 사다야스가 입성했으며 이후 이케다씨의 지배하에 있었다. 1871년 폐번치현으로 돗토리현에 속하게 되었다.
- 1889년 10월 - 아이미군 요나고정이 탄생하였다.
- 1896년 4월 - 사이하쿠군이 성립하면서 이에 속하게 되었다.
- 1927년 4월 - 사이하쿠군 요나고정이 시로 승격해 요나고시가 성립하였다.
- 2005년 3월 31일 - 옛 요나고시와 요도에정이 신설 합병해 새로운 요나고시가 성립하였다.

## 교통

### 철도
- 서일본 여객철도
  - 산인 본선
  - 하쿠비선
  - 사카이선

### 도로
- 요나고 자동차도(일본어판)
- 산인 자동차도(일본어판)
- 국도 제9호선
- 국도 제180호선
- 국도 제181호선
- 국도 제183호선
- 국도 제431호선 (일본)(일본어판)
- 국도 제482호선 (일본)(일본어판)

### 공항
- 요나고 공항

## 기후
| 요나고시의 기후                                              | 요나고시의 기후 | 요나고시의 기후 | 요나고시의 기후 | 요나고시의 기후 | 요나고시의 기후 | 요나고시의 기후 | 요나고시의 기후 | 요나고시의 기후 | 요나고시의 기후 | 요나고시의 기후 | 요나고시의 기후 | 요나고시의 기후 | 요나고시의 기후 |
| 월                                                           | 1월             | 2월             | 3월             | 4월             | 5월             | 6월             | 7월             | 8월             | 9월             | 10월            | 11월            | 12월            | 연간            |
| ------------------------------------------------------------ | --------------- | --------------- | --------------- | --------------- | --------------- | --------------- | --------------- | --------------- | --------------- | --------------- | --------------- | --------------- | --------------- |
| 역대 최고 기온 °C (°F)                                       | 20.0 (68.0)     | 25.4 (77.7)     | 27.5 (81.5)     | 33.7 (92.7)     | 33.8 (92.8)     | 36.7 (98.1)     | 38.3 (100.9)    | 38.9 (102.0)    | 37.1 (98.8)     | 33.5 (92.3)     | 27.3 (81.1)     | 23.5 (74.3)     | 38.9 (102.0)    |
| 일평균 최고 기온 °C (°F)                                     | 8.3 (46.9)      | 9.2 (48.6)      | 12.9 (55.2)     | 18.4 (65.1)     | 23.3 (73.9)     | 26.0 (78.8)     | 30.3 (86.5)     | 31.7 (89.1)     | 27.1 (80.8)     | 22.1 (71.8)     | 16.8 (62.2)     | 11.1 (52.0)     | 19.8 (67.6)     |
| 일일 평균 기온 °C (°F)                                       | 4.7 (40.5)      | 5.1 (41.2)      | 8.2 (46.8)      | 13.2 (55.8)     | 18.2 (64.8)     | 21.8 (71.2)     | 26.2 (79.2)     | 27.3 (81.1)     | 23.0 (73.4)     | 17.5 (63.5)     | 12.2 (54.0)     | 7.1 (44.8)      | 15.4 (59.7)     |
| 일평균 최저 기온 °C (°F)                                     | 1.3 (34.3)      | 1.3 (34.3)      | 3.5 (38.3)      | 8.0 (46.4)      | 13.3 (55.9)     | 18.2 (64.8)     | 22.8 (73.0)     | 23.7 (74.7)     | 19.3 (66.7)     | 13.1 (55.6)     | 7.9 (46.2)      | 3.5 (38.3)      | 11.3 (52.3)     |
| 역대 최저 기온 °C (°F)                                       | −7.2 (19.0)     | −9.4 (15.1)     | −5.6 (21.9)     | −3.1 (26.4)     | 1.5 (34.7)      | 5.9 (42.6)      | 12.2 (54.0)     | 13.7 (56.7)     | 7.2 (45.0)      | 1.1 (34.0)      | −1.4 (29.5)     | −6.7 (19.9)     | −9.4 (15.1)     |
| 평균 강수량 mm (인치)                                        | 151.7 (5.97)    | 117.5 (4.63)    | 128.2 (5.05)    | 106.3 (4.19)    | 119.1 (4.69)    | 169.5 (6.67)    | 227.2 (8.94)    | 128.4 (5.06)    | 214.3 (8.44)    | 131.1 (5.16)    | 118.1 (4.65)    | 145.9 (5.74)    | 1,757.2 (69.18) |
| 평균 강설량 cm (인치)                                        | 39 (15)         | 32 (13)         | 6 (2.4)         | 0 (0)           | 0 (0)           | 0 (0)           | 0 (0)           | 0 (0)           | 0 (0)           | 0 (0)           | 0 (0)           | 19 (7.5)        | 95 (37)         |
| 평균 강수일수 (≥ 0.5 mm)                                     | 20.1            | 16.3            | 15.6            | 12.1            | 10.3            | 11.7            | 13.2            | 11.1            | 12.5            | 11.3            | 14.2            | 19.2            | 167.8           |
| 평균 상대 습도 (%)                                           | 74              | 72              | 69              | 67              | 68              | 76              | 77              | 75              | 77              | 74              | 72              | 74              | 73              |
| 평균 월간 일조시간                                           | 72.3            | 87.7            | 141.5           | 182.0           | 208.6           | 160.8           | 171.5           | 207.1           | 148.7           | 156.8           | 116.5           | 82.5            | 1,732.4         |
| 출처: 일본 기상청 (평년값: 1991년~2020년, 극값: 1939년~현재) |                 |                 |                 |                 |                 |                 |                 |                 |                 |                 |                 |                 |                 |

## 인구
| 연도 | 인구    | ±%     |
| ---- | ------- | ------ |
| 1950 | 100,836 | —      |
| 1960 | 108,583 | +7.7%  |
| 1970 | 117,056 | +7.8%  |
| 1980 | 136,053 | +16.2% |
| 1990 | 140,503 | +3.3%  |
| 2000 | 147,837 | +5.2%  |
| 2010 | 148,090 | +0.2%  |

## 기타
요나고시는 2019년 대한민국의 고성-속초 산불로 실의에 빠진 이재민들을 돕기 위해 성금을 모금했던 유일한 일본의 기초지방자치단체 중 하나이다. 2019년 한일 무역 분쟁과 같은 경제 전쟁까지 갈등이 확산된 와중, 성금 모금을 한 것도 이례적인 것으로 경사난 분위기를 가지고 있으며, 일본이 한국 지자체에 산불 피해 지원을 위로 서한만 단순히 보내는 경우와 달리 성금을 모금한 사례는 최초인 것으로 알려져 있다.

## 자매 도시
- 대한민국 강원특별자치도 속초시
- 중화인민공화국 허베이성 바오딩시